# Andrzej Niemirycz
Andrzej (Jędrzej) Niemirycz (zm. 1610) herbu Klamry – wojski większy wiślicki w latach 1791-1793, wojski mniejszy wiślicki w latach 1789-1791.
Był komisarzem Sejmu Czteroletniego z powiatu wiślickiego województwa sandomierskiego do szacowania intrat dóbr ziemskich w 1789 roku.

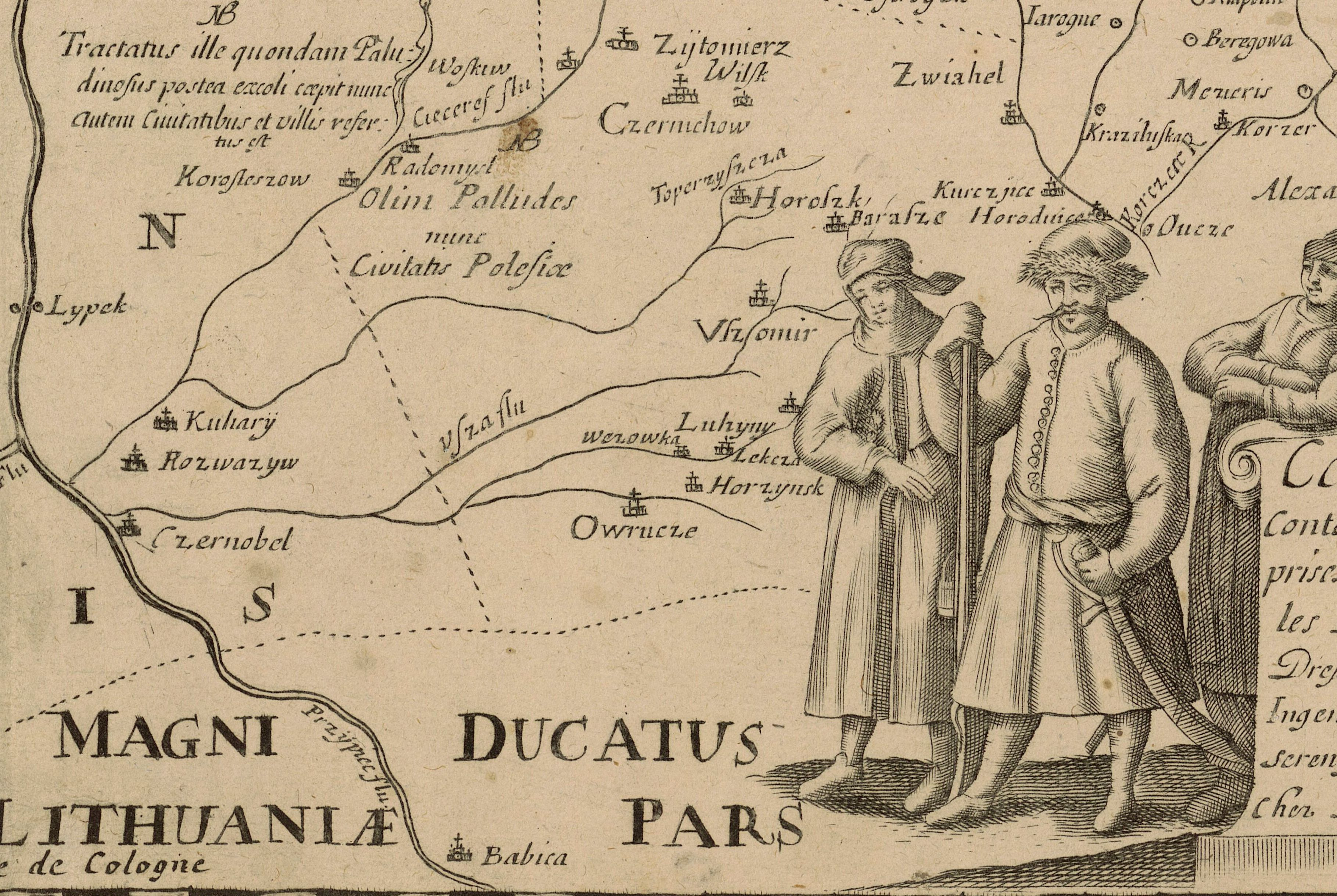
Czerniachów na mapie

## Drzewo
Józef Iwanowicz Niemirycz (zm. 1598) żonaty z Zofią Skuminówną Tyszkiewiczówną

|

Andrzej Niemirycz (zm. 1610) żonaty z Maruszą Chrebtowicziwną

|

Stefan Niemirycz (zm. 1630) żonaty z Marią z Wojnarowskich

|

Stefan Niemirycz (zm. 1684)

|

Władysław Niemirycz (zm. 1712)

|

Karol Józef Niemirycz.